# Юськівці (зупинний пункт)
Юські́вці — пасажирський залізничний зупинний пункт Козятинської дирекції Південно-Західної залізниці розташований на одноколійній, неелектрифікованій лінії Шепетівка — Юськівці між станціями Лепесівка (9 км) та Ланівці (5 км). Розташований у селі Юськівці Кременецького району Тернопільської області.

## Пасажирське сполучення
На зупинному пункті зупиняються приміські поїзди сполученням Шепетівка — Ланівці.